# Cosgrove
Cosgrove är en ort och civil parish i Storbritannien.   Den ligger i grevskapet Northamptonshire i riksdelen England, i den södra delen av landet, 80 km nordväst om huvudstaden London. Cosgrove ligger 89 meter över havet och antalet invånare är 480.
Terrängen runt Cosgrove är platt, och sluttar österut. Runt Cosgrove är det tätbefolkat, med 709 invånare per kvadratkilometer. Närmaste större samhälle är Northampton, 19,6 km norr om Cosgrove. Runt Cosgrove är det i huvudsak tätbebyggt.